# Тровање надуваном рибом
Тровање надуваном рибом, надувачом, четворозубком или фуга рибом (јап. 河豚 или 鰒; フグ, у буквалном преводу: „речна свиња“)  из рода Takifugu, Lagocephalus, и Sphoeroides, или Porcupinefish рода Diodon,  настаје као резултат конзумирања меса одређених врста риба из овог рода.
Отров који се налази у надуваној риби је тетродотоксин, један од најотоксичнијих отрова који се налазе у природи. Већина људи који једу рибу надувачу то раде намерно; јер се ова риба  сматра азијском специјалитетом, и служи се у неким врстама сушија,чиринабеа и сашимија. Ако кувар није посебно обучен да сече месо на одређени начин, јело може у себи садржати велику количину токсина. Тровање рибом надувачом је слично тровању паралитичким шкољкама.
Тровање надувеном рибом може изазвати низ симптома, као што су вртоглавица, утрнулост и пецкање у устима, парестезија и слабост мишића. Тешки случајеви могу се манифестовати респираторном депресијом, затајењем циркулације и смрћу. Случајеви товања надувеном рибом су пријављена у Јапану, Тајвану, Хонг Конгу, Бангладешу и Сједињеним Америчким Државама.

## Основне информације
Иако многи Азијати надувану рибу (Lageocephalus scitalleratus)  сматрају деликатесом она је такође добро познат извор могућег смртоносног тровања храном. Риба постаје све популарнија у Азији и сада се може наћи у доста ресторана. Риба пуфер садржи тетродотоксин (ТТКС), снажан отров који утиче на нервне путеве.
Токсин одговоран за тровање је тетродотоксин и првобитно се веровало да је прави ихтиосаркотоксин који производи сама риба. Токсичност отровних надуваних риба увелико варира.  Недавна запажања да је узгојена надувена риба атоксична указује на то да је порекло токсина из ланца исхране а не из организма рибе, али то још није сасвим потврђено. Међутим, недавно је показано да одређени уобичајени морски вибриони могу произвести овај облик токсина, а пошто се вибриони јављају као део микрофлоре надуване рибе, могу бити умешани у развој  њене токсичности.
Тровање надуваном рибом није пријављено у континенталном делу Сједињених Америчких Држава последњих година, али су инциденти пријављени у прошлости. На Флориди је пријављено седам случајева између 1951. и 1974. године, укључујући и три смртна случаја. Изгледа да су ова тровања узрокована конзумирањем локално уловљених врста лат. Sphoeroides.
Обична надувана риба, лат. Arothron hispidus, умешана је у најмање седам смртних случајева на Хавајима.
Сваке године у Јапану има 20-100 смртних случајева од тровања надуваном рибом, у местима где се разне врсте надувене рибе једу као посластица; ово се дешава упркос веома строгим контролама које су јапанске власти наметнуле на маркетинг и припрему јела у ресторанима.
Тетродотоксин се такође налази и у следећим бићима:
- Пужевима
- Јајима потковичасте крабе (Horseshoe crab)
- Тритонима из рода  Taricha
- Кожи ателопидних жаба (Atelopus chiriquiensis)
- Кожи и изнутрици рибе Porcupinefish, надуване рибе,  сунчанице, крастаче, плавопрстенасте хоботнице и неких врста даждевњака.

Тетродотоксина је откривен и у европским шкољкама  у Холандији, Уједињеном Краљевству, Француској, Грчкој и Италији, иако су концентрације биле ниске у поређењу са објављеним минималним смртоносним дозама за људе. На Новом Зеланду, тетродотоксин је откривен у приближно 30% узорака шкољки. Концентрације су биле ниске осим у шкољки  Paphies australis, која се сматра ендемском за Нови Зеланд, и у којој је  је тетродотоксин константно детектован у нивоима од 0,044 мг/кг или више.

## Клиничка слика
Симптоми тровања надуваном рибом су слични онима описаним за паралитичко тровање шкољкама, укључујући:
- мучнину и повраћање који су уобичајени рани симптоми,
- почетно пецкање и утрнулост усана, језика и прстију
- парализе екстремитета;
- атаксија;
- тешкоће у говору;
- смрт услед гушења изазваног респираторном парализом.

Сличност симптома није изненађујућа јер тетродотоксин, иако се хемијски разликује од сакситоксина, такође блокира натријумове канале. Није идентификован антидот за тетродотоксин и лечење је подржавајуће. Токсичност тетродотоксина је слична оној код сакситоксина, а 1-4 мг представља смртоносну дозу за људе.

## Супротстављени ставови
Постоји неслагање око токсичности америчке атлантске надуване рибе.  Недавно  Национална администрација за океане и атмосферу, описује северну  надувану рибу (лат. Sphoeroides maculatusс) као нетоксичну и напомиње да је риба продавана дуж атлантске обале као „морска риба“ током Другог светског рата. Међутим, Hemmert, C.D. је у доказао да су изнутрице, кожа и нешто меса лат. S. maculatus ухваћене у Атлантику били токсични, су такође известили да је S. maculatus токсичан. Са Западне обале САД, су два истраживача известила, да је пацифичка врста  лат. S. annulatus  често токсична, док је врста лат. Arothron hispidus одговорна за најмање седам смртних случајева на Хавајима.
Велепродаја, припрема и продаја надуване рибе  као хране у Јапану је под најстрожим условима за јавно здравље, и може да буде припремана само од стране обучених и сертификованих кувара за надувану рибу. Међутим и поред тога није сасвим елиминисала опасност од једења ове рибе, па тако је надувана риба и даље  главни узрок смртоносне интоксикације храном у Јапану. Укратко, једење отровних пуфера је у најбољем случају игра руског рулета.
Све америчке надуване рибе могу бити потенцијално токсичне. Како постоји превише варијабли у пословању са надуваном рибом, њихова продаја би требало да буде забрањена у Сједињеним Америчким Државама. Ову тему је документовао и опширно расправљао Halstead, B.W..
Имајући у виду ове извештаје, чинило би се мудрим искључити надувану рибу, било домаћу или увезену, из комерцијалних канала у САД барем док се не изврши одговарајућа процена степена ризика који они могу представљати. ФДА је недавно одобрила увоз јапанске надувене рибе за потребе ресторане у Сједињеним Америчким Државама. Иако су наметнути веома строги захтеви у покушају да се осигура да риба није токсична, континуирано јапанско искуство би требало да покрене питања у вези са безбедношћу овог процеса у америчкој јавности.

## Дијагноза
Дијагноза се обично поставља на основу медицинске историје и токсичног синдрома. Нивои тетродотоксина могу помоћи у потврђивању дијагнозе ако је историја тровања нејасна.
Дијагноза се углавном поставља на основу знакова и симптома пацијента у присуству позитивне историје конзумирања надувене рибе  или откривања тетродотоксина у остацима хране. Ако су остаци хране недоступни, одређивање тетродотоксина у пацијентовом урину и/или плазми методама масене спектрометрије (МС) је од суштинског значаја за потврду дијагнозе.
Иако су објављене различите методе за одређивање тетродотоксина, већина њих није доступна у мањим местима, али и у већини земаља. 

## Терапија
Историја исхране пре почетка терапије је важна, посебно код млађих пацијената који имају неспецифичне неуролошке знакове и симптоме након оброка. Здравствени радници треба да буду свесни стања тровања надуваном рибом како би ранано и правилно започели одговарајуће лечење:
- Повраћање треба изазвати ако је отрована особа будна и ако је појела рибу у року од 3 сата.
- Како особа може постати парализована, одмах спровести вештачко дисање којим се може одржавти особу у животу све док не буде могућа медицинска помоћ у болничком одељењу за хитне случајеве.
- Брзо окренути особу на бок ако дође до повраћања.[2]

Према томе како не постоји познати антидот основа терапије  које се показало да смањују смртност је:
- пружање жртви респираторне подршке или механичке вентилације онолико колико треба да се токсин потпуно  излучи,
- испирање желуца како би се махенички уклонила затрована храна.

## Прогноза
Уз боље познавање стања и добре интензивне неге, примећено је да је стопа смртних случајева драматично опала са 80% на 33% у периоду од 1974. до 1979. у поређењу са раним 20. веком.
Верује се да пацијенти који преживе дуже од 24 сата од тровања имају добре шансе за опоравак.